# 圣安德烈教堂 (基辅)
聖安德烈教堂（羅馬化：Andriivska tserkva）是位於烏克蘭首都基輔的一座巴洛克風格教堂，建於1747年至1754年，設計者為義大利建築師弗朗切斯科·巴爾托洛梅奧·拉斯特雷利。
聖安德烈教堂坐落於陡峭的聖安德烈山（因教堂而得名）山頂，俯瞰古老的波迪爾街區，是烏克蘭四大建築地標之一。

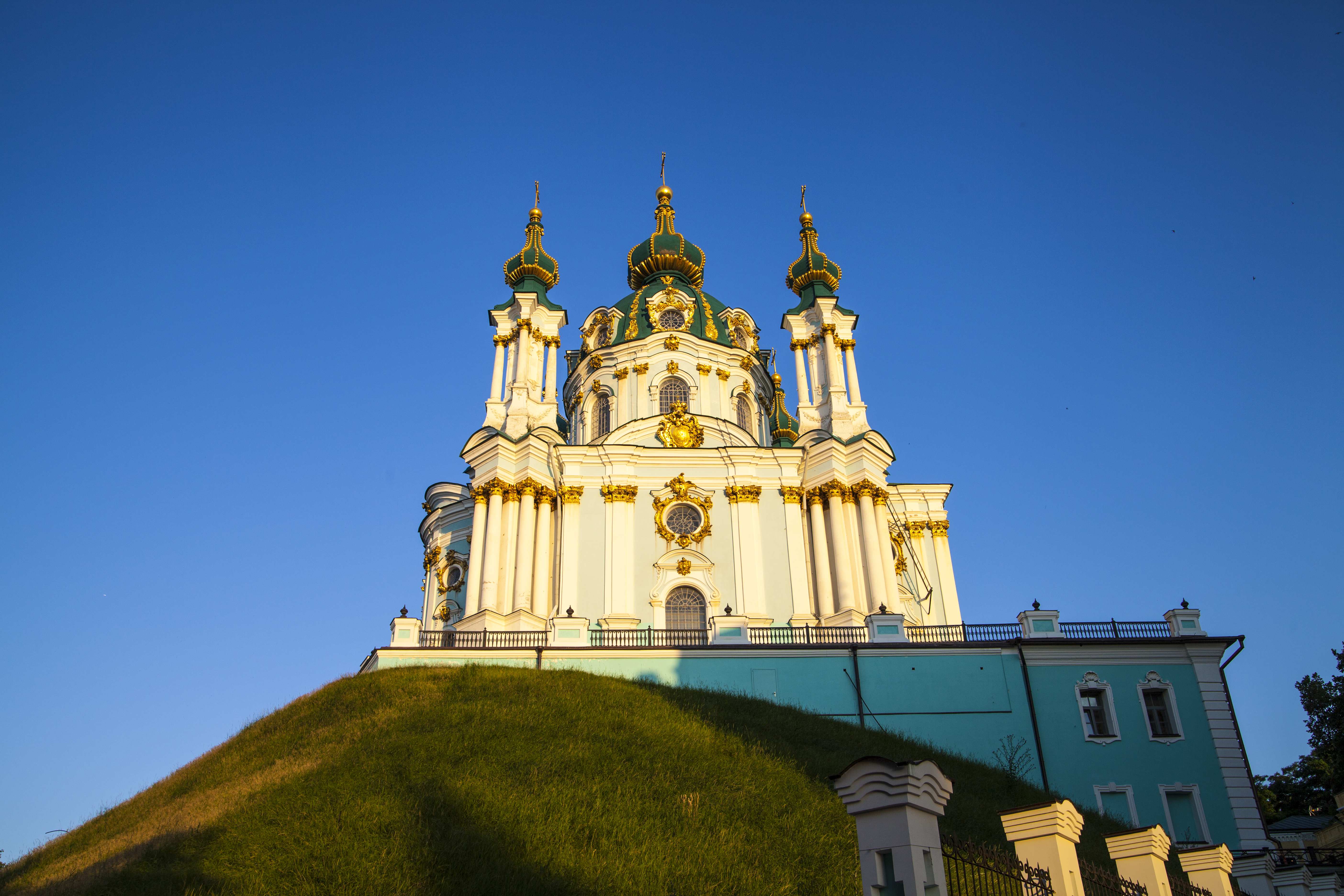
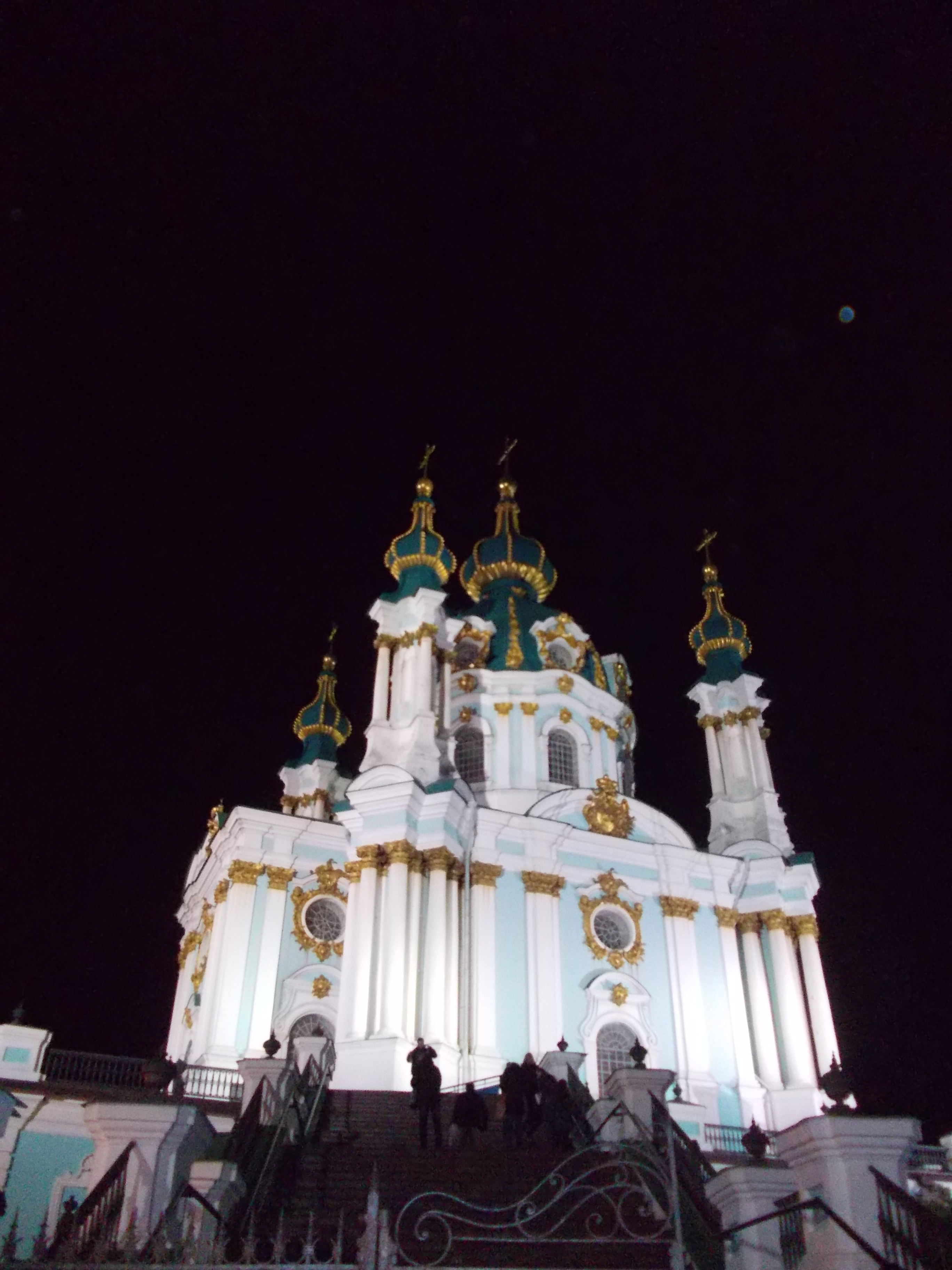
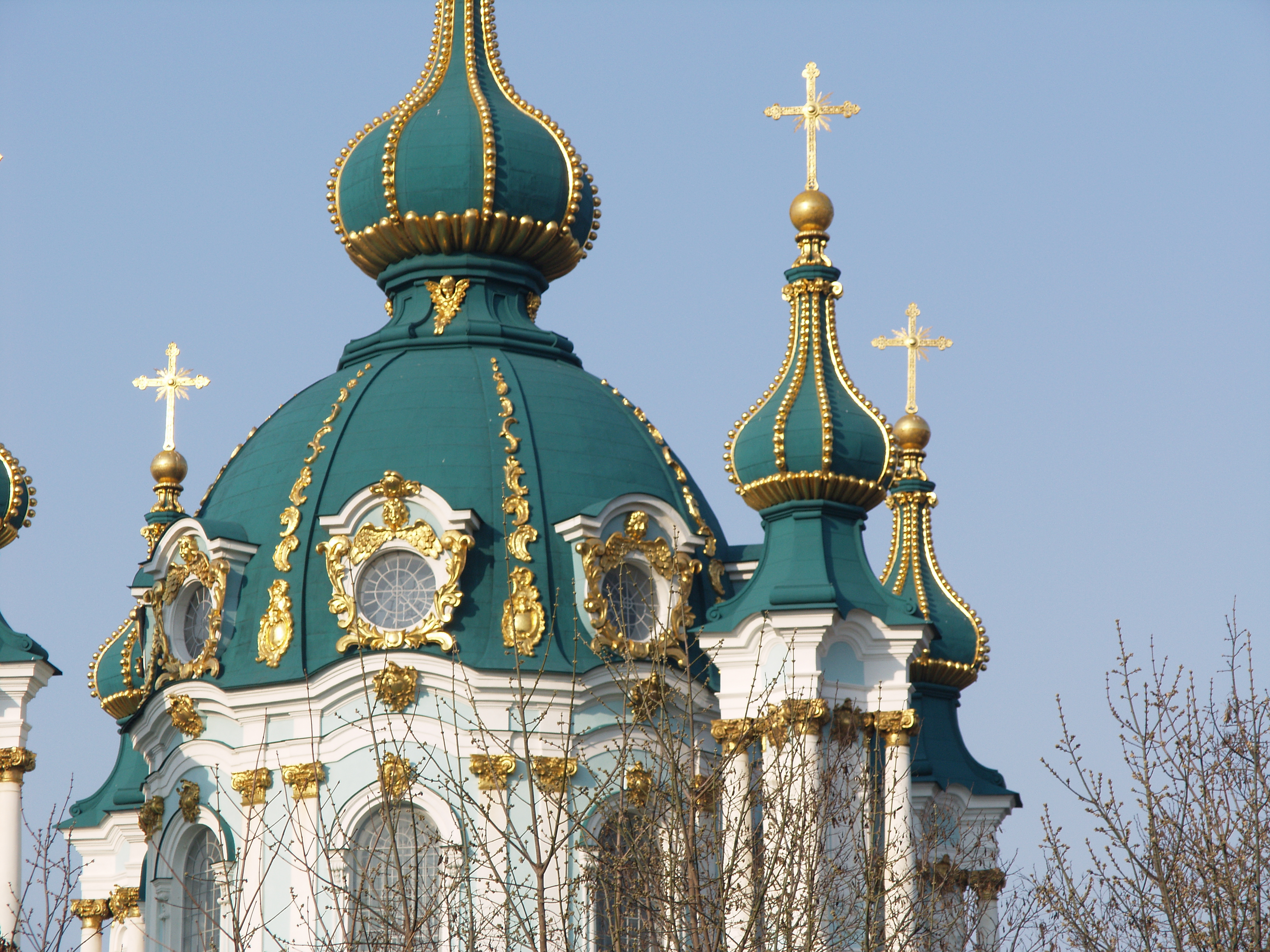
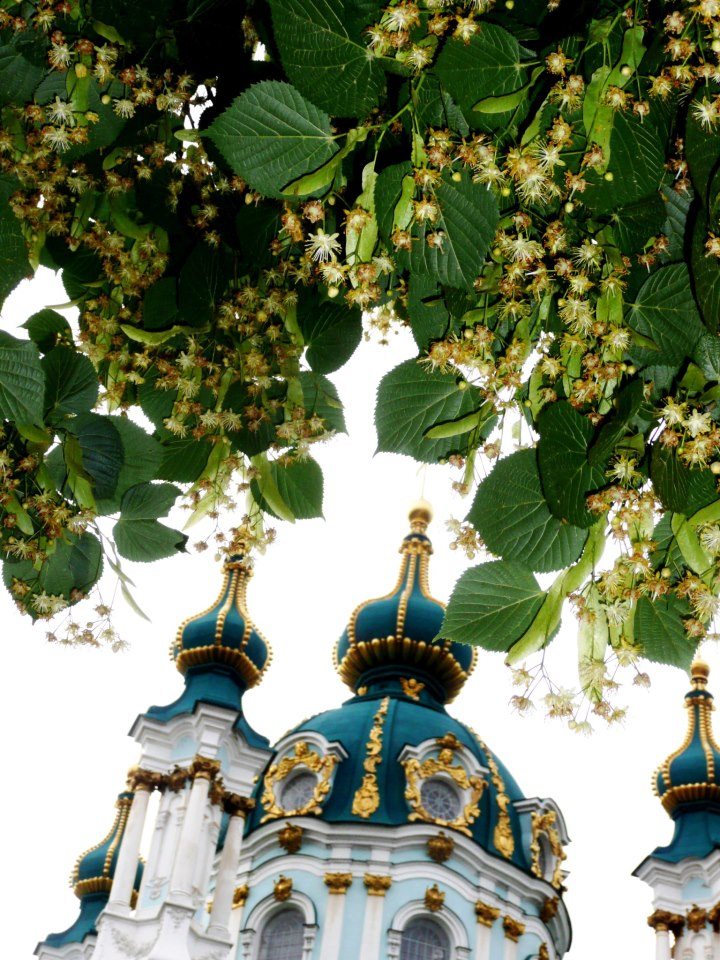
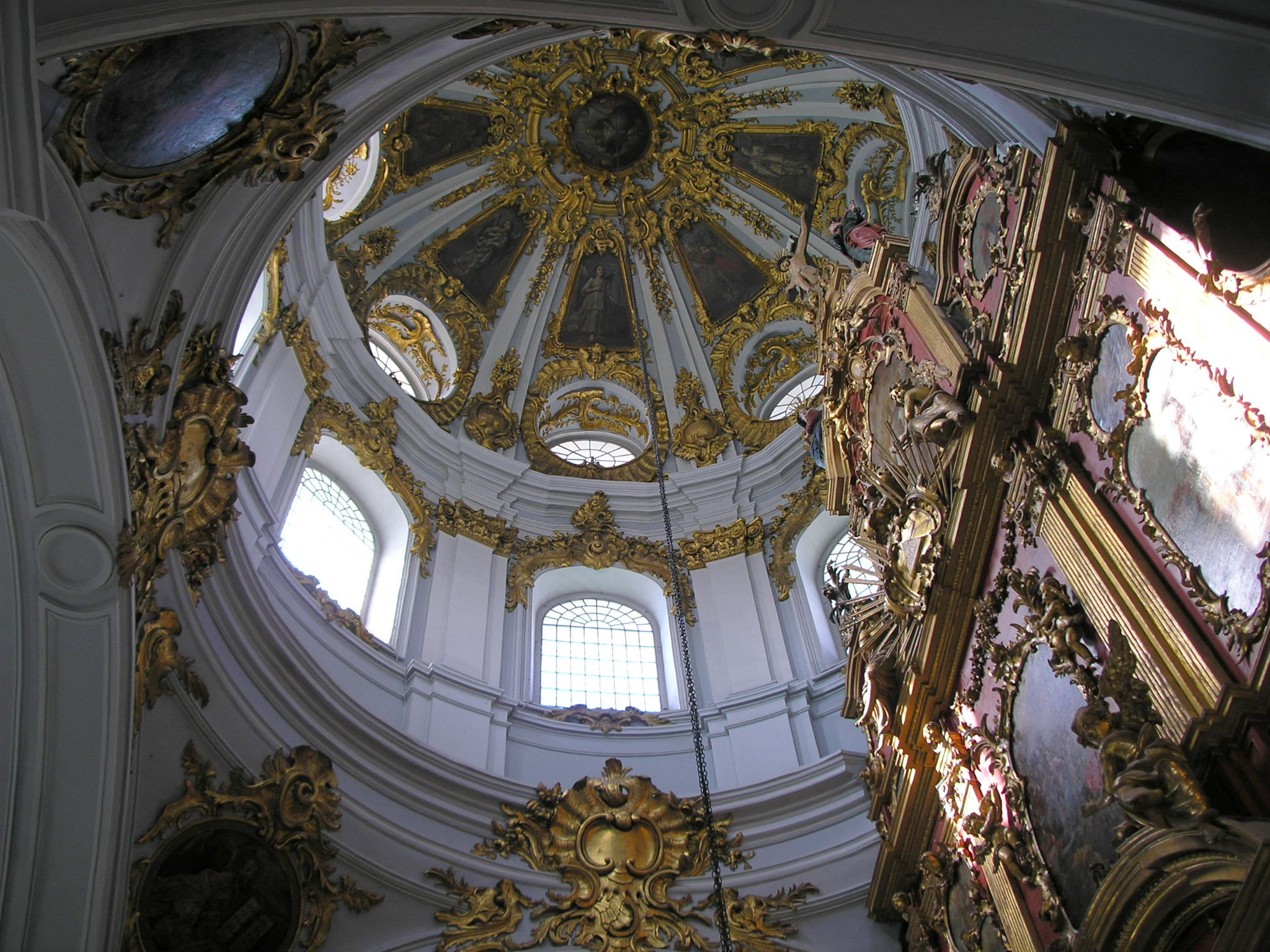
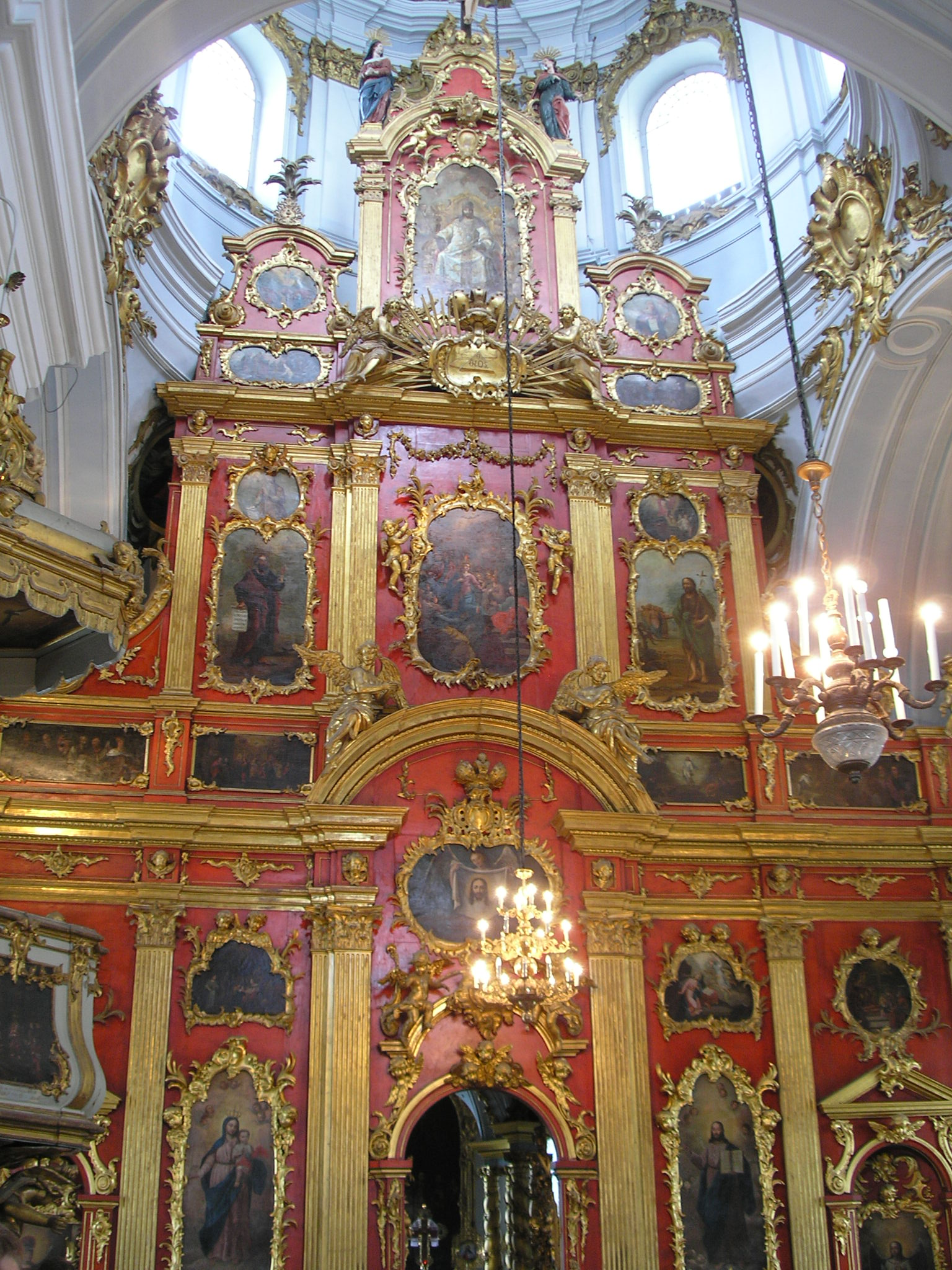
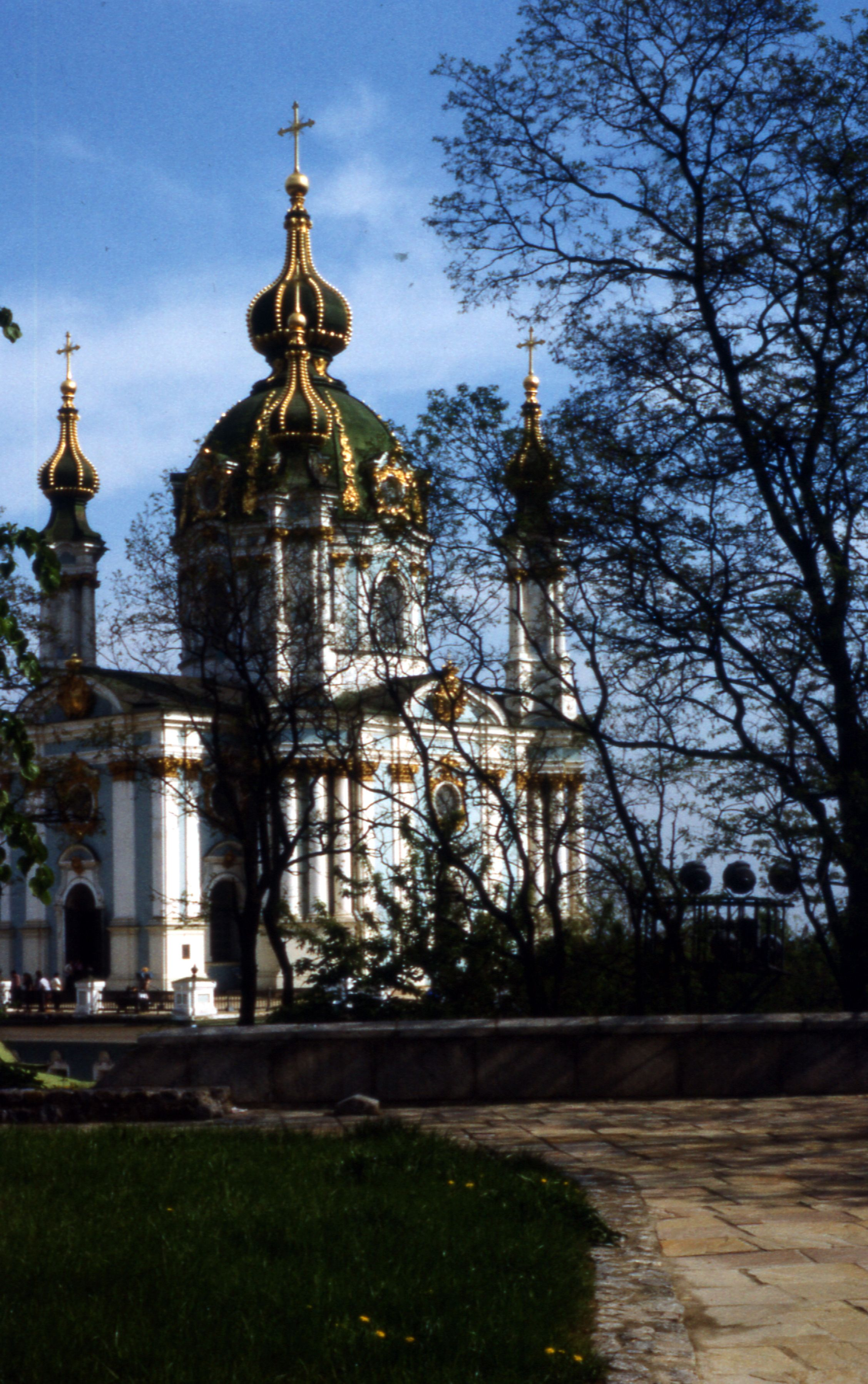
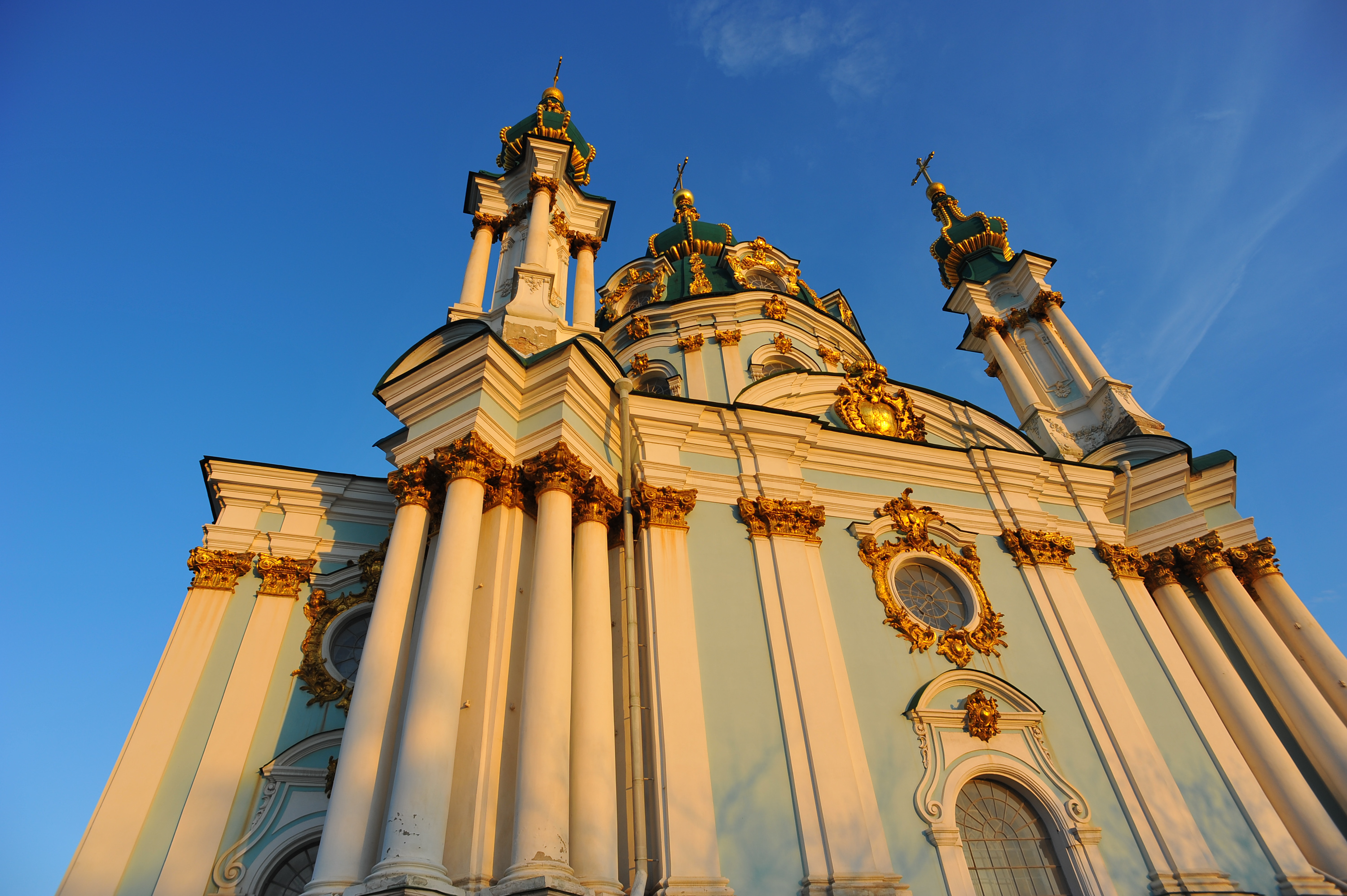
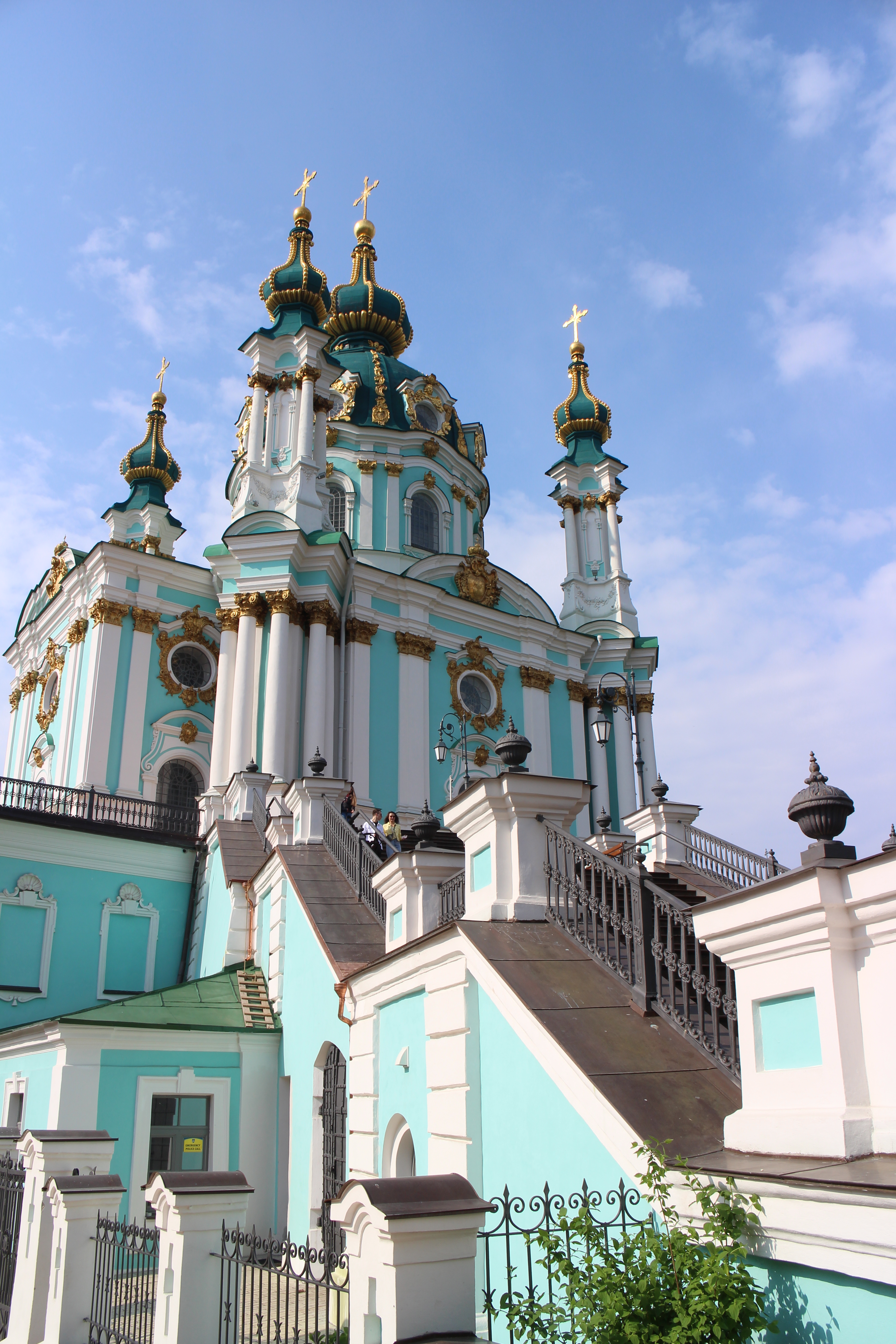
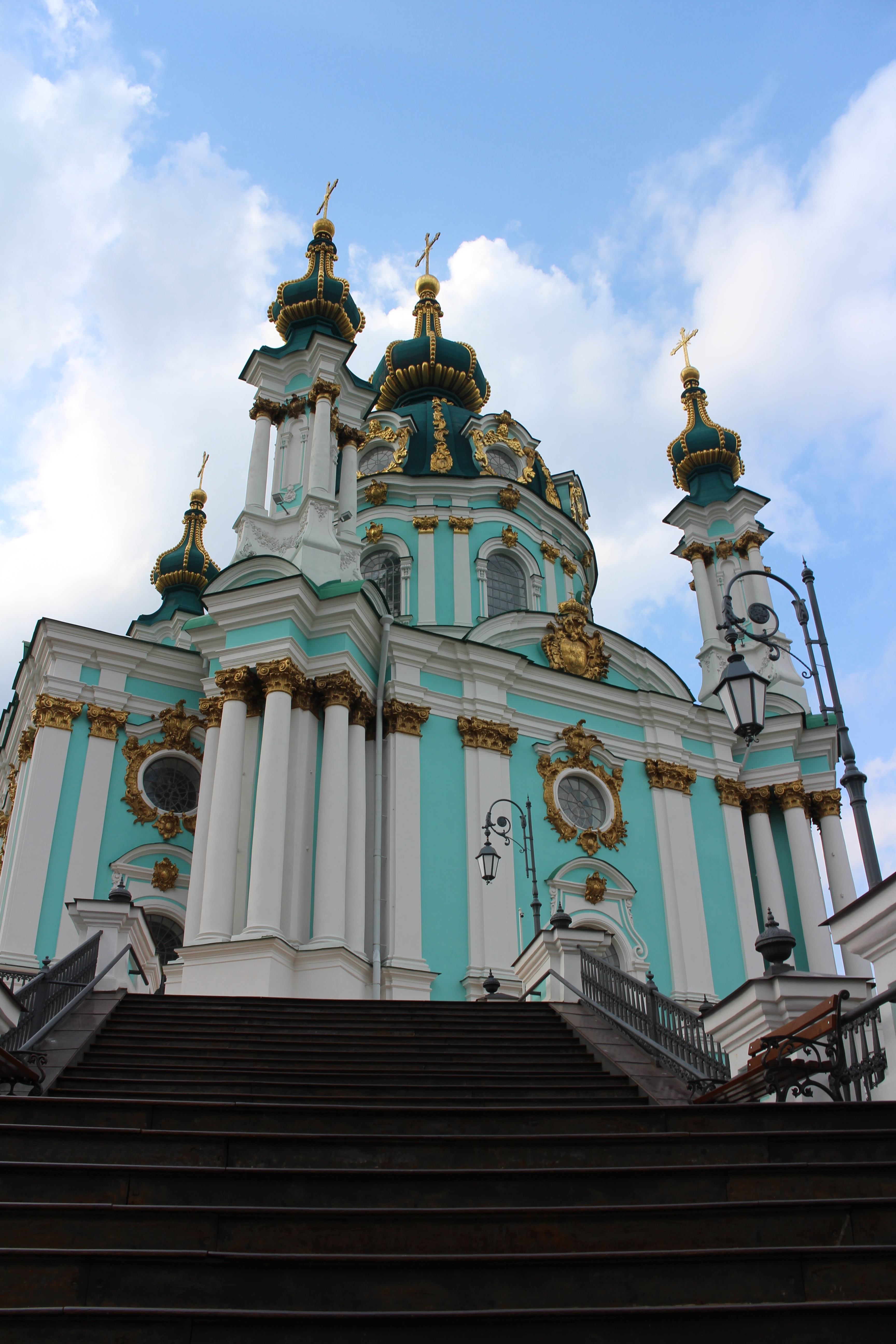